# Emballonura dianae
Emballonura dianae är en fladdermusart som beskrevs av Hill 1956. Emballonura dianae ingår i släktet Emballonura och familjen frisvansade fladdermöss. IUCN kategoriserar arten globalt som livskraftig.
Artepitet i det vetenskapliga namnet hedrar den brittiska ornitologen Diana Mary Bradley som hittade typexemplaret.

## Underarter
Inga underarter finns listade i Catalogue of Life. Wilson & Reeder (2005) skiljer mellan tre underarter.

## Utbredning och ekologi
Denna fladdermöss förekommer på Nya Guinea och på Salomonöarna. Den vistas i låglandet och i bergstrakter upp till 1400 meter över havet. Arten är vanligast i fuktiga skogar.
Individerna vilar i grottor och jagar insekter. Honor föder varje år två ungar.